# Инграм (Пенсилванија)
Инграм (енгл. Ingram) град је у америчкој савезној држави Пенсилванија.

## Демографија
По попису из 2010. године број становника је 3.330, што је 382 (-10,3%) становника мање него 2000. године.
| Група             | 2000.         | 2010.         |
| Белци             | 3.525 (95,0%) | 3.031 (91,0%) |
| Афроамериканци    | 114 (3,1%)    | 189 (5,7%)    |
| Азијати           | 20 (0,5%)     | 24 (0,7%)     |
| Хиспаноамериканци | 21 (0,6%)     | 37 (1,1%)     |
| Укупно            | 3.712         | 3.330         |